# リトアニアにおける死刑

ヨーロッパにおけるリトアニアの位置

リトアニアにおける死刑（リトアニアにおけるしけい）では、リトアニアにおける死刑について解説する。
リトアニアでは1996年に死刑執行を停止し、1998年12月21日に国会により完全に廃止された。リトアニアで最後の死刑執行は、1995年7月にマフィアのボス、ボリス・デカニゼに対して行われたものである。
リトアニアは欧州連合 (EU) および欧州評議会の加盟国であり、人権と基本的自由の保護のための条約第13議定書に署名、批准している。
リトアニアは、1937年から1940年までカウナス要塞に設置されていたガス室で死刑執行を行っていた。

## 死刑囚
リトアニアの独立回復後、死刑に処された者は以下の7名である。
- 1992年9月8日 - アレクサンドラス・ノヴァトキス
- 1993年12月12日 - ヴラディミラス・イヴァノヴァス
- 1993年12月12日 - ヴァレンティナス・ラスキース
- 1994年1月27日 - ヴィドマンタス・ジバイティス
- 1994年9月28日 - アンタナス・ヴァルネリス
- 1995年5月18日 - アレクサンドラス・グドコヴァス
- 1995年7月12日 - ボリス・デカニゼ